# Рампал, Арджун
Арджун Рампал (хинди अर्जुन रामपाल, англ. Arjun Rampal; род. 26 ноября 1972, Джабалпур, Индия) — индийский актёр и фотомодель. Роль гитариста Джозефа Маскареньяша в фильме «Играем рок!!» принесла ему несколько кинопремий, включая Национальную и Filmfare Awards.

## Биография
Арджун Рампал родился 26 ноября 1972 года в городе Джабалпур индийского штата Мадхья-Прадеш. Учился в Индийском колледже в Дели, окончив его по специальности бакалавр экономики. Модный дизайнер Рохит Бал, увидев его на дискотеке, предложил ему работу в качестве модели. В модельном бизнесе Арджун проработал семь лет до начала своей кинокарьеры.

### Семья
Был женат на бывшей Мисс Индия и супермодели Мехр Джесия Рампал. Имеет двух дочерей — Махику (2002) и Миру (2005). Кроме того является опекуном одиннадцати девочек-сирот.
В 2018 году объявил о разводе с женой. В апреле 2019 года, сообщил, что его девушка, модель греческого происхождения Габриэлла Деметриадес беременна.

## Карьера
Арджун Рампал успешно работал моделью и в 1994 году был объявлен Society's Face of the Year. В качестве актёра он дебютировал в 2001 году в фильме «С первого взгляда», который провалился в прокате. Однако игра Рампала заслужила похвалы критиков и Таран Адарш из Bollywood Hungama написал, что актёр «выглядит живым и проявляет эмоции с предельной искренностью. Он справляется с эмоциональными моментами со зрелостью, столь редкой для новичка».
За эту роль Рампал был номинирован в категории «Лучший мужской дебют» на Filmfare Award и получил Screen Award и IIFA Awards. Два его последующих фильма «Одержимые любовью» и «Спасение» также провалились в прокате.
Успех пришёл к нему только в 2002 году, когда фильм «Опасная игра», где он сыграл с такими актёрами как Амитабх Баччан, Акшай Кумар и Сушмита Сен, занял четвёртое место в списке самых кассовых фильмов года. Однако его следующие фильмы «Мне нужна только любовь» (с Прити Зинтой), «Сердечная привязанность» (с Айшварией Рай), «Понять друг друга» (с Урмилой Матондкар) и «Миссия в Цюрихе» (с Приянкой Чопра) были далеко не столь успешными.
Вторым успехом в его карьере стал фильм «Схватка» (2005), где он сыграл роль бывшего полицейского. Критик Субхаш К Джа написал, что «он крайне убедителен как в сценах с его экранной дочерью, так и в захватывающей сцене его смерти». В этом же году он впервые сыграл отрицательную роль в фильме «Телохранитель», главную роль в котором исполнил Амитабх Баччан.
Но настоящим хитом стал фильм «Дон. Главарь мафии» (2006), ремейк одноимённого фильма 1978 года. Тогда как Шахрух Хан исполнил главную роль, сыгранную в оригинале Амитабхом Баччаном, Рампалу досталась роль, сыгранная Праном. Роль была небольшой, и Таран Адарш заметил, что характер его героя мог быть развит лучше. Арджун вновь разделил экран с Шахрухом Ханом в следующем году в фильме Фары Хан «Ом Шанти Ом». Здесь он опять сыграл отрицательную роль и был награждён за неё Zee Cine Awards. Фильм собрал в прокате 50 крор и получил статус «хит».
Единогласное признание критиков, однако, пришло к Арджуну после выхода фильма «Играем рок!!». Рампал сыграл талантливого, но пока неизвестного, и жизнерадостного гитариста Джо Маскареньяша с похвальной легкостью. Для исполнения роли Арджун научился играть на гитаре на самом деле. Критики были впечатлены его игрой, некоторые даже называли его исполнение роли лучшим, чем игра ведущего актёра фильма Фархана Ахтара. Фильм принёс ему несколько призов в категории «Лучший актёр второго плана», в том числе Национальную кинопремию, Filmfare Award, IIFA Award и Screen Award.
Он также получил похвалы от критиков за работу в фильме Ритупарно Гхоша «Последний Лир», где главную роль сыграл Амитабх Баччан. Раджив Масанд из CNN-IBN написал, что «Арджун Рампал блистает как охваченный чувством вины режиссёр, стыдившийся даже извиниться за свой эгоизм».
Все три его фильма 2010 года имели кассовый успех.
Статус «хит» получил фильм «Полный дом» с Акшаем Кумаром и Дипикой Падуконе в главных ролях, где Арджун сыграл строгого брата последней. Его следующий фильм — мультизвёздный «Политики» Пракаша Джа стал «блокбастером».
Критик Раджа Сен из Rediff.com дал противоречивые отзывы о его игре, написав «Рампал является переменчивым старшим братом, говорящим на чистом хинди и хмурившим брови, чтобы показать напряжение. Он, кажется, более уверен, чем раньше, и это дает некоторый эффект, но он все еще не может играть».
За эту роль Арджун получил Star Guild Awards,
IIFA Award
и Zee Cine Award в категории «Лучший актёр второго плана». Он также снялся в фильме «Я люблю тебя, мамочка!», ремейке голливудской мелодрамы «Мачеха», вместе с Кариной Капур и Каджол, исполнив роль, сыгранную в оригинале Эдом Харрисом.
В 2011 году Арджун Рампал вновь сыграл роль злодея. И на этот раз он практически затмил Шахруха Хана в фантастическом фильме Случайный доступ (омоним легендарного асура Раваны).
Критик Мартин де Соуза оценил игру Рампала и счёл, что он был «спасителем фильма».
В 2012 году Рампал сыграл в паре с Кариной Капур в «Героине» Мадхура Бхандаркара. Фильм провалился в кассе, но Арджун получил одобрение критиков. Впоследствии, Арджун Рампал был появился в двух претендующих на относительно тонкий вкус фильмах: Chakravyuh Пракаш Джа и Inkaar Судхира Мишры. Рампал исполнил обе роли хорошо и завоевал признание критиков за оба фильма спорной тематики. Критик Таран Адарш называется оба его исполнения роли «мощными».
В 2015 году вышел фильм «Трилогия», где он сыграл режиссёра-документалиста, который влюбляется в коллегу по работе. Однако фильм получил негативную оценку и провалился в прокате.
Через год вышли два фильма с его участием «Играем рок 2» и Kahaani 2: Durga Rani Singh, один из которых провалился в прокате, а второй имел коммерческий успех.
В 2017 году Арджун сыграл гангстера Аруна Гавли в фильме Daddy, также второй раз в карьере выступив в качестве продюсера.

## Реклама
Участвует в рекламе следующих марок:
- Thomas Scott
- Gillette
- Rocky S noir
- Schweppes
- Alive by Arjun Rampal
- "Nivea MAN"

## Фильмография
| Год  |   | Русское название           | Оригинальное название        | Роль                     |
| ---- | - | -------------------------- | ---------------------------- | ------------------------ |
| 2001 | ф | С первого взгляда          | Pyaar Ishq Aur Mohabbat      | Гаурав Саксена           |
| 2001 | ф | Одержимые любовью          | Deewaanapan                  | Сурадж Сайгал            |
| 2001 | ф | Спасение                   | Moksha — Salvation           | Викрам Сехгал            |
| 2002 | ф | Опасная игра               | Aankhen                      | Арджун Верма             |
| 2002 | ф | Мне нужна только любовь    | Dil Hai Tumhaara             | Дев                      |
| 2003 | ф | Сердечная привязанность    | Dil Ka Rishta                | Джай                     |
| 2003 | ф | Понять друг друга          | Tehzeeb                      | Салим                    |
| 2004 | ф | Миссия в Цюрихе            | Asambhav                     | Капитан Аадит Арья       |
| 2005 | ф | Обещание                   | Vaada                        | Рахул Варма              |
| 2005 | ф | Вспомнить все              | Yakeen                       | Никхил Оберой            |
| 2006 | ф | Дон. Главарь мафии         | Don — The Chase Begins Again | Джасджит                 |
| 2006 | ф | Никогда не говори «Прощай» | Kabhi Alvida Naa Kehna       | Джай (специальный гость) |
| 2006 | ф | Во имя любви               | Humko Tumse Pyaar Hai        | Рохит                    |
| 2007 | ф | Когда одной жизни мало     | Om Shanti Om                 | Мукеш «Майк» Мехра       |
| 2008 | ф | Играем рок!!               | Rock On!!                    | Джозеф «Джо» Маскаренхас |
| 2010 | ф | Политики / Правители       | Raajneeti                    | Притхвирадж Пратап       |
| 2010 | ф | Я люблю тебя, мамочка!     | We Are Family                | Аман                     |
| 2010 | ф | Полный дом                 | Housefull                    | Майор Кришна Рао         |
| 2011 | ф | Случайный доступ           | Ra.One                       | Ра.Вуан                  |
| 2012 | ф | Героиня                    | Heroine                      | Арьян Кханна             |
| 2013 | ф | Упорство в истине          | Satyagraha                   | Рудра Пратап Сингх       |
| 2013 | ф | День Д / Разведчики        | D-Day                        | Арджун Пратап            |
| 2015 | ф | Рой / Трилогия             | Roy                          | Кабир Гревал             |
| 2016 | ф | Играем рок 2               | Rock On 2!!                  | Джозеф «Джо» Маскаренхас |
| 2016 | ф |                            | Kahaani 2: Durga Rani Singh  | Индержит Сингх           |

## Награды и номинации
- 2002 — Filmfare Award за лучшую дебютную мужскую роль — «С первого взгляда» (номинация)[5]
- 2002 — Screen Award лучшему актёру-новичоку — «С первого взгляда», «Одержимые любовью» и «Спасение»[6]
- 2002 — IIFA Award звездный мужской дебют года — «С первого взгляда»[7]
- 2007 — Zee Cine Awards за лучшее исполнение отрицательной роли — «Когда одной жизни мало»[10]
- 2009 — Национальная кинопремия (Индия) за лучшую мужскую роль второго плана — «Играем рок!!»[24]
- 2009 — Filmfare Award за лучшую мужскую роль второго плана — «Играем рок!!»[25]
- 2009 — IIFA Award за лучшую мужскую роль второго плана — «Играем рок!!»[12]
- 2009 — Screen Award за лучшую мужскую роль второго плана — «Играем рок!!»
- 2011 — Stardust Awards за лучшую мужскую роль второго плана — «Полный дом»
- 2011 — Star Guild Award за лучшую мужскую роль второго плана — «Политики»[17]
- 2011 — IIFA Award за лучшую мужскую роль второго плана — «Политики»[18]
- 2011 — Zee Cine Award за лучшую мужскую роль второго плана — «Политики»[19]
- 2011 — The Global Indian Film and TV Honours за лучшую мужскую роль второго плана — «Политики»[26]
- 2011 — Golden Kala Awards за худшую мужскую роль второго плана — «Я люблю тебя, мамочка!»